# 烏提拉島
16°06′N 86°56′W / 16.100°N 86.933°W
烏提拉島是洪都拉斯的島嶼，位於羅阿坦島東北面的加勒比海，由海灣群島省負責管轄，長11公里、寬4公里，面積42平方公里，最高點海拔高度74米，人口約3,000。